# ミオネ
ミオネ （Mionnay）は、フランス、オーヴェルニュ＝ローヌ＝アルプ地域圏、アン県のコミューン。

## 地理
ミオネはドンブ地方の一部である。

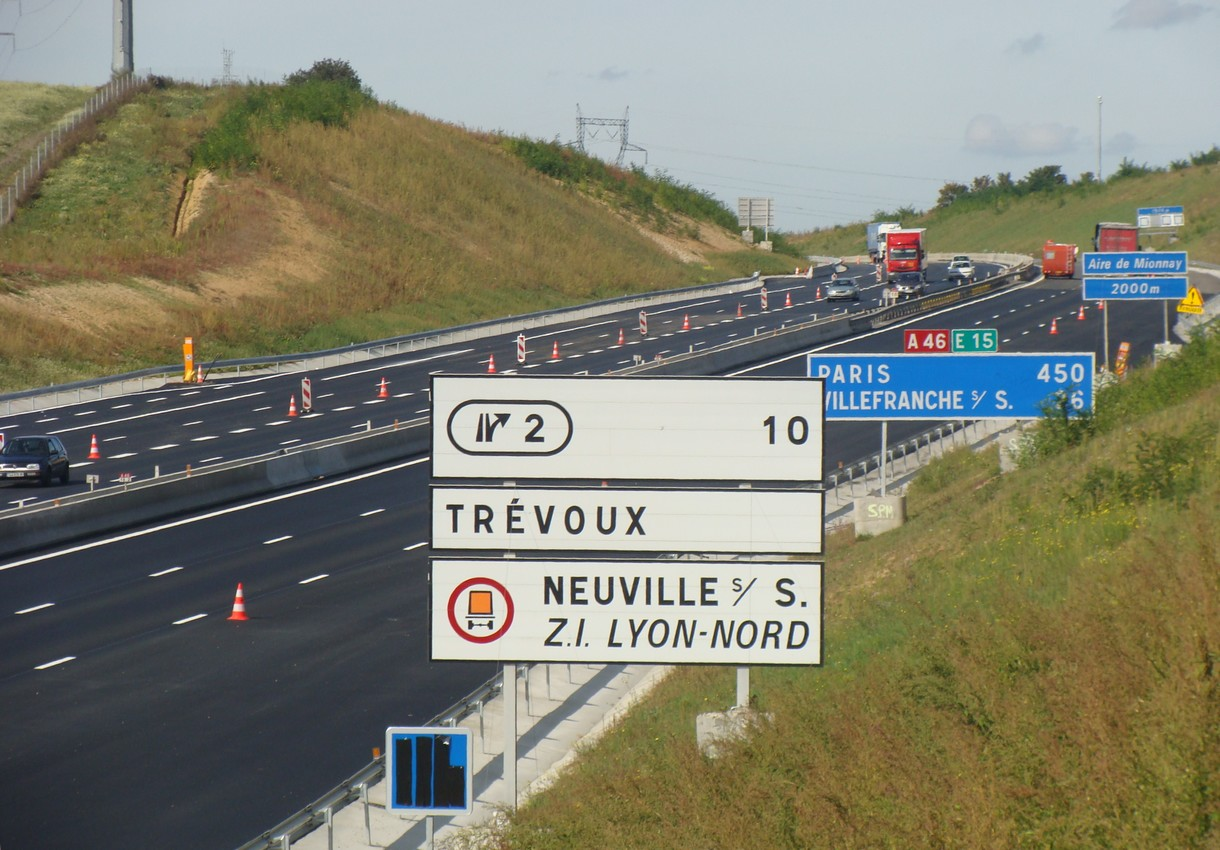
A46道路

A46道路が村の近くを通過する。A46のサービスエリアはミオネの領域内にある。鉄道輸送については、村はリヨン＝サン＝クレール-ブール＝カン＝ブレス線のミオネ駅がある。

## 歴史
第二次世界大戦中、重要なマキがミオネとトラモワイエの間に設立された。カン・ディディエ（fr）である。

## 人口統計
| 1962年 | 1968年 | 1975年 | 1982年 | 1990年 | 1999年 | 2005年 | 2014年 |
| ------ | ------ | ------ | ------ | ------ | ------ | ------ | ------ |
| 310    | 350    | 444    | 778    | 1103   | 2109   | 2124   | 2130   |

参照元:1962年から1999年までは複数コミューンに住所登録をする者の重複分を除いたもの。それ以降は当該コミューンの人口統計によるもの。1999年までEHESS/Cassini、2006年以降INSEE。

## 史跡
- ポレタンのシャトー - 19世紀[4]。シャトーの場所にはかつてポレタンのカルトゥジオ会修道院があった。建物と敷地全体が現在は競走馬飼育場となっている。

かつてアラン・シャペルが営んでいたレストラン、サン・ジャン・バティスト教会、ミオネ駅もある。

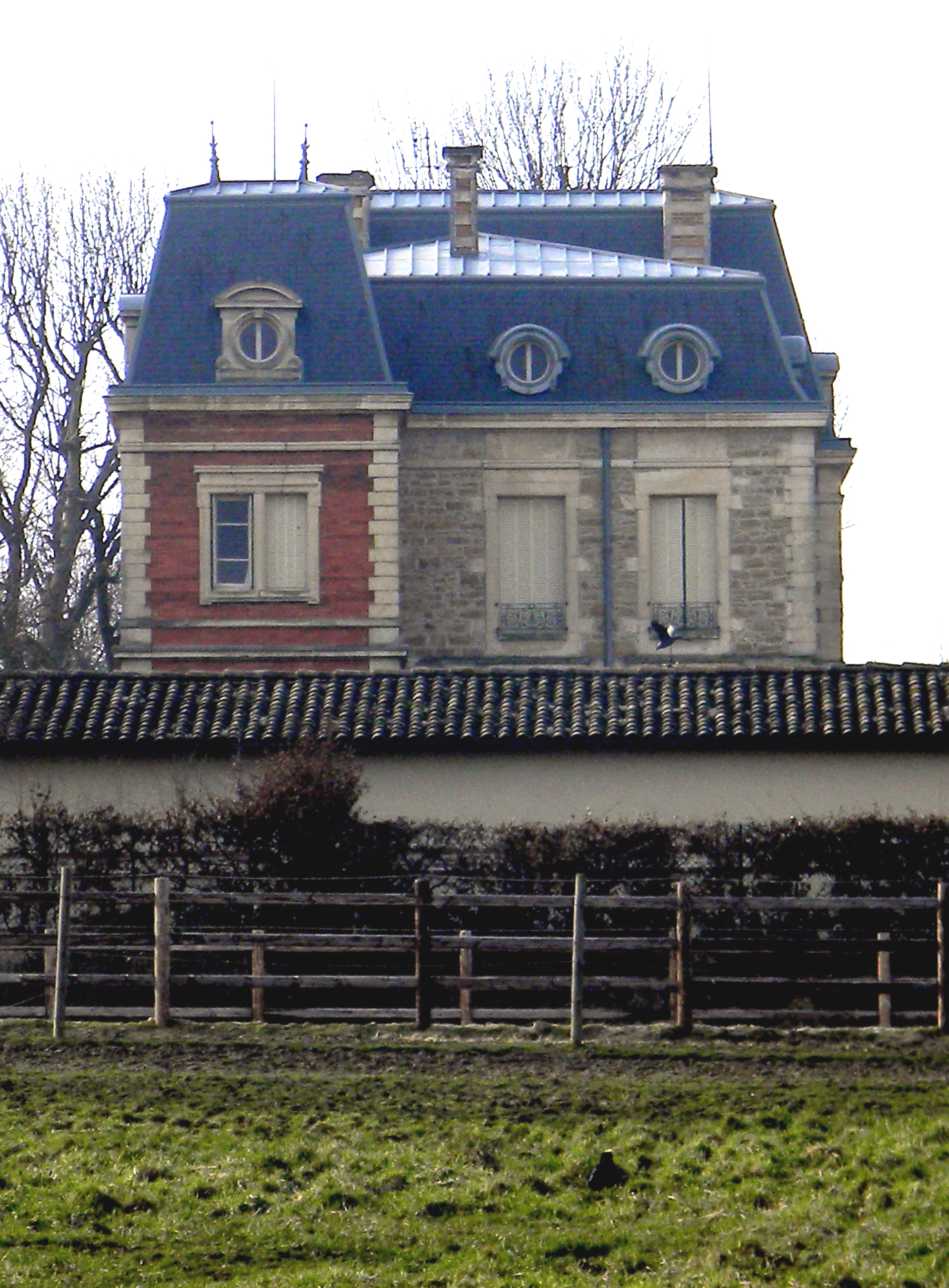
シャトー
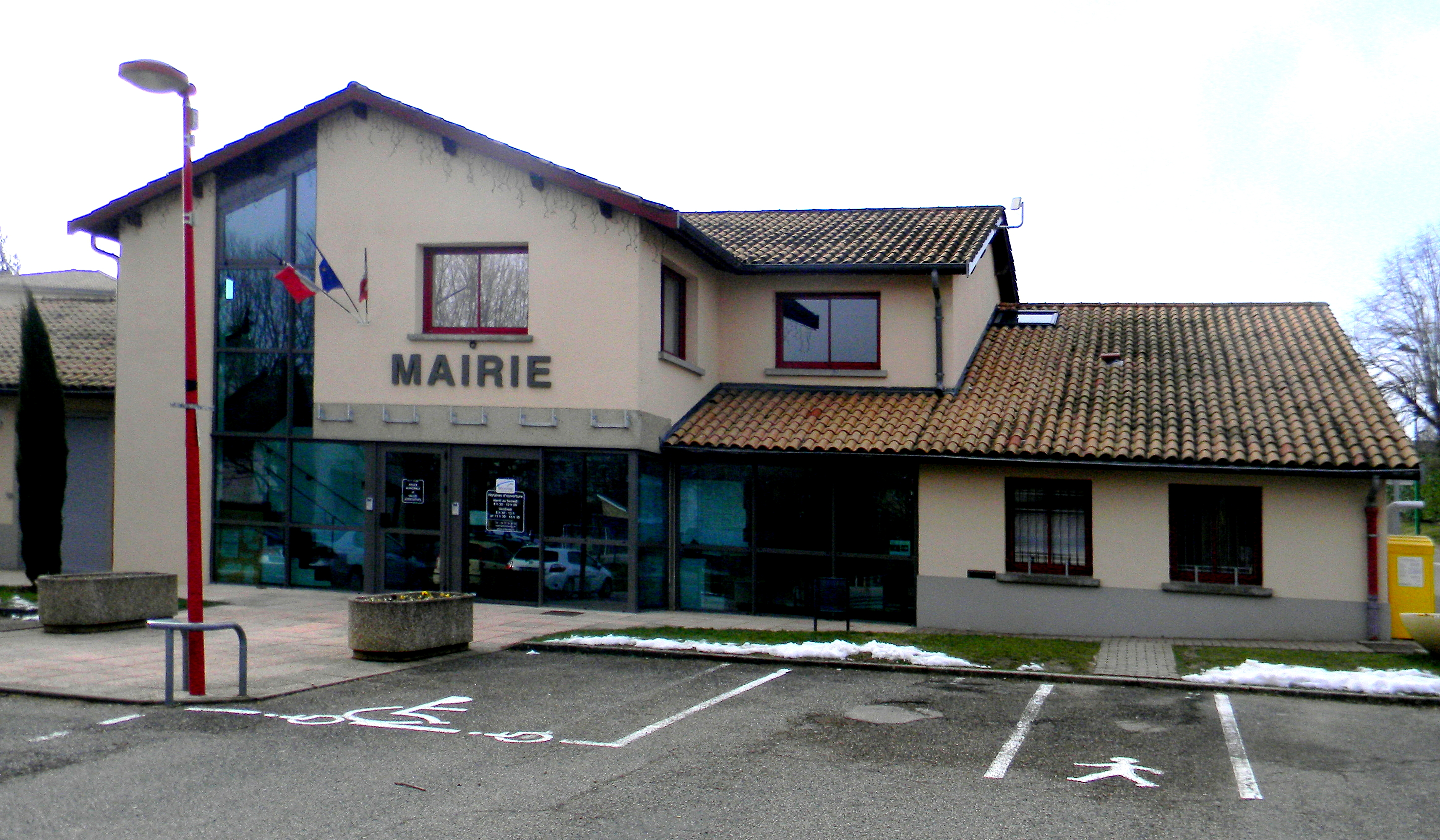
コミューン役場
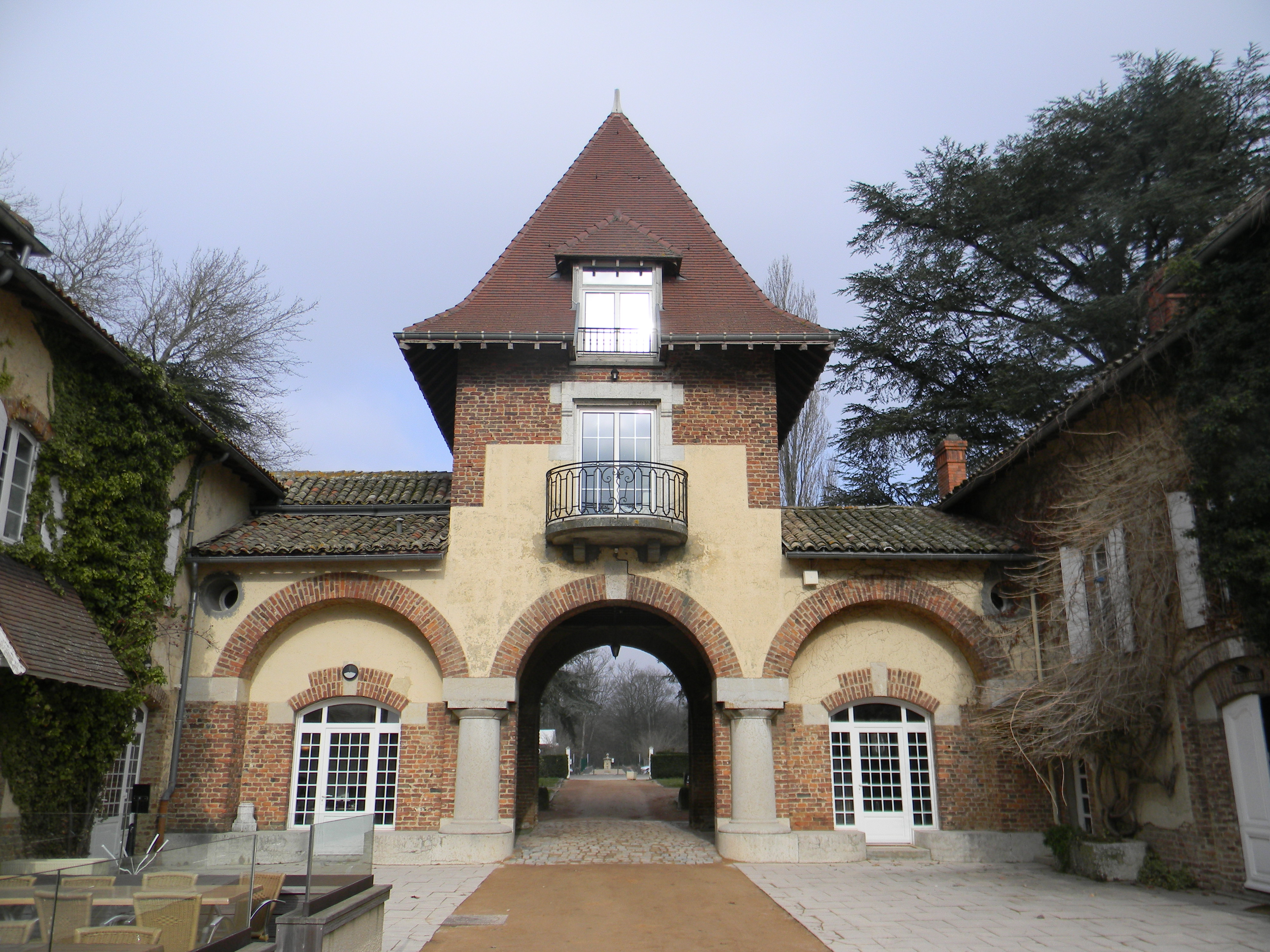
ゴルフ場
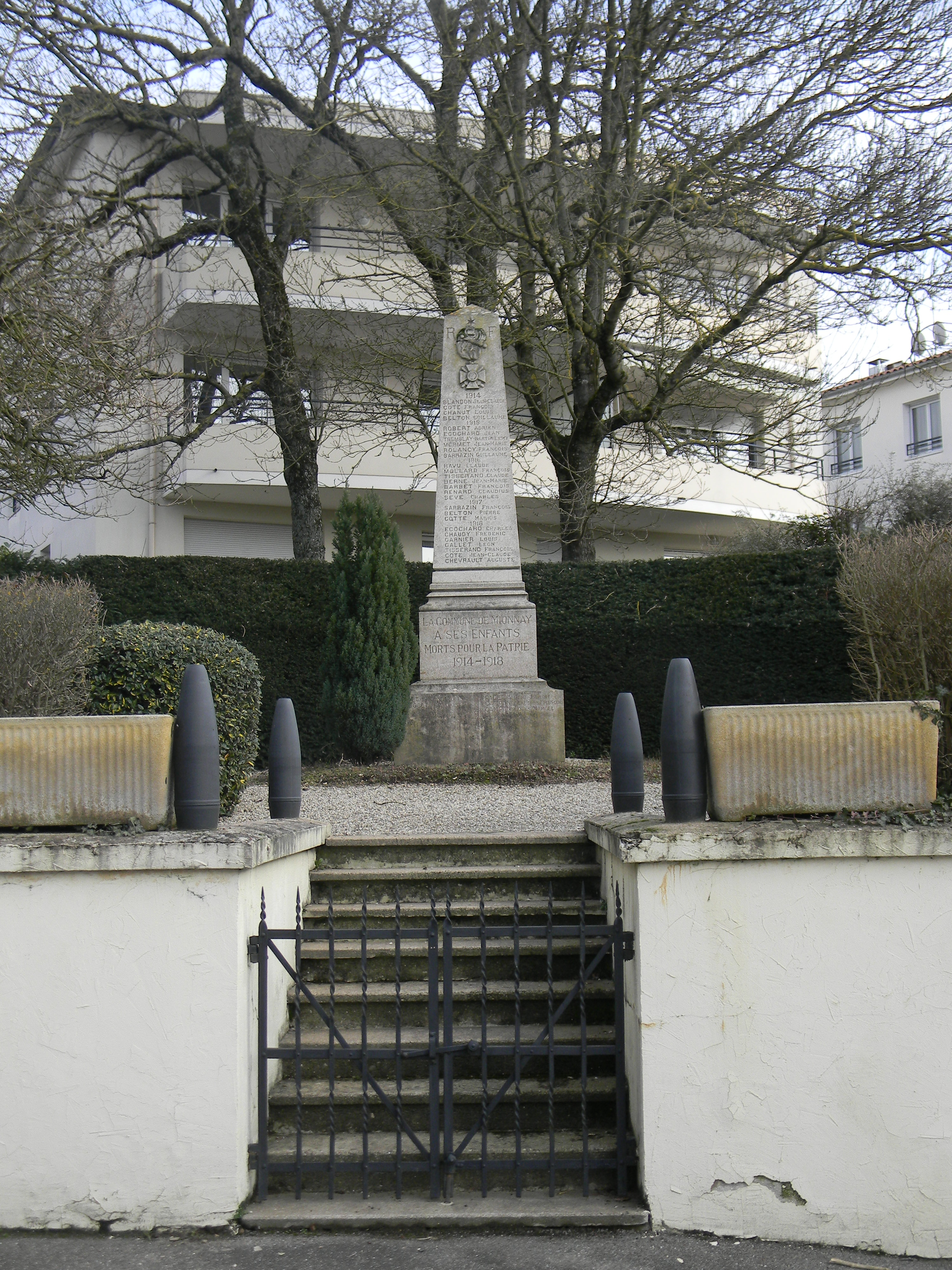
第一次世界大戦戦死者記念碑
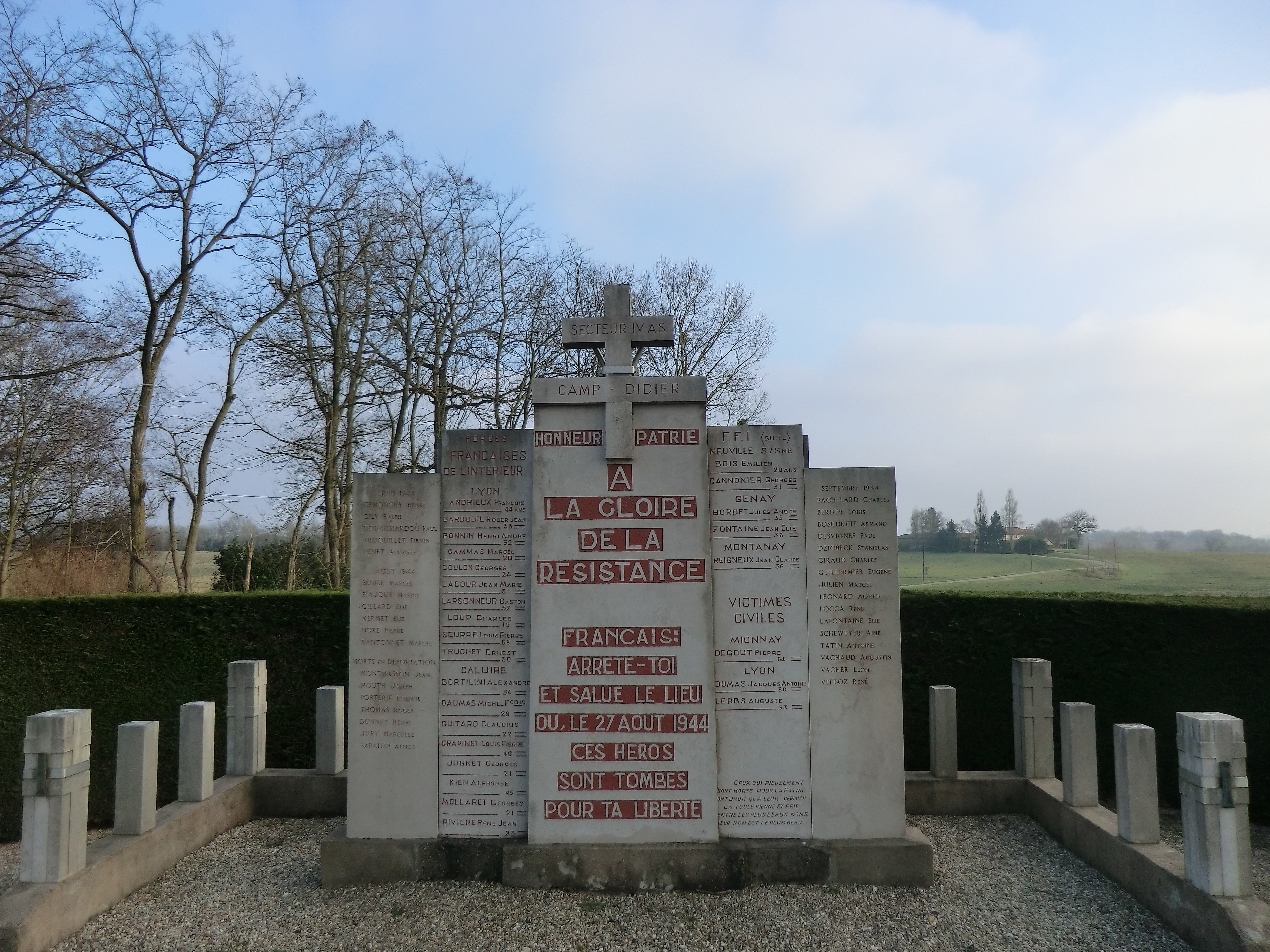
カン・ディディエ記念碑

## ゆかりの人物
- アラン・シャペル - シェフ